# Dioscorea gribinguiensis
Dioscorea gribinguiensis är en enhjärtbladig växtart som beskrevs av Baudon. Dioscorea gribinguiensis ingår i släktet Dioscorea och familjen Dioscoreaceae. Inga underarter finns listade i Catalogue of Life.